# Lepanthes pantomima
Lepanthes pantomima är en orkidéart som beskrevs av Carlyle August Luer och Robert Louis Dressler. Lepanthes pantomima ingår i släktet Lepanthes och familjen orkidéer. Inga underarter finns listade i Catalogue of Life.